# Tritoniopsis (Plantae)
Tritoniopsis, biljni rod iz porodice perukikovki smješten u vlastiti tribus Tritoniopsideae, dio potporodice Crocoideae. Pripada mu 25 priznatih vrsta rasprostranjenih po južnoafričkoj provinciji Cape.
Ove vrste rastu u fynbosu (posebna vrsta vegetacije niskog grmlja, tipična za područje Cape) na pješčanim tlima, a cvate ljeti, kad uvenu listovi. Cvjetovi su obično ružičasti do ljubičasti ili crveni, ali postoje neke vrste s bijelim, žutim, smeđim ili kremastim cvjetovima.

## Vrste
1. Tritoniopsis antholyza (Poir.) Goldblatt
2. Tritoniopsis bicolor J.C.Manning & Goldblatt
3. Tritoniopsis burchellii (N.E.Br.) Goldblatt
4. Tritoniopsis caffra (N.E.Br.) Goldblatt & J.C.Manning
5. Tritoniopsis caledonensis (R.C.Foster) G.J.Lewis
6. Tritoniopsis cinnamomea J.C.Manning & Goldblatt
7. Tritoniopsis dodii (G.J.Lewis) G.J.Lewis
8. Tritoniopsis elongata (L.Bolus) G.J.Lewis
9. Tritoniopsis flava J.C.Manning & Goldblatt
10. Tritoniopsis flexuosa (L.f.) G.J.Lewis
11. Tritoniopsis intermedia (Baker) Goldblatt
12. Tritoniopsis lata (L.Bolus) G.J.Lewis
13. Tritoniopsis latifolia G.J.Lewis
14. Tritoniopsis lesliei L.Bolus
15. Tritoniopsis nemorosa (E.Mey. ex Klatt) G.J.Lewis
16. Tritoniopsis nervosa (Baker) G.J.Lewis
17. Tritoniopsis parviflora (Jacq.) G.J.Lewis
18. Tritoniopsis pulchella G.J.Lewis
19. Tritoniopsis pulchra (Baker) Goldblatt
20. Tritoniopsis ramosa (Klatt) G.J.Lewis
21. Tritoniopsis revoluta (Burm.f.) Goldblatt
22. Tritoniopsis toximontana J.C.Manning & Goldblatt
23. Tritoniopsis triticea (Burm.f.) Goldblatt
24. Tritoniopsis unguicularis (Lam.) G.J.Lewis
25. Tritoniopsis williamsiana Goldblatt

## Sinonimi
- Anapalina N.E.Br.
- Exohebea R.C.Foster
- Schweiggera E.Mey. ex Baker
- Tanaosolen N.E.Br.